# Ambjörby
Ambjörby is een plaats in de gemeente Torsby in het landschap Värmland en de provincie Värmlands län in Zweden. De plaats heeft 246 inwoners (2005) en een oppervlakte van 149 hectare.

## Verkeer en vervoer
Bij de plaats loopt de Riksväg 62.